# Alcazar des rois chrétiens de Cordoue
Pour les articles homonymes, voir Alcázar de Cordoue (homonymie).
L’alcazar des rois chrétiens de Cordoue (en espagnol : Alcázar de los Reyes Cristianos) est un alcazar médiéval situé à Cordoue, en Espagne près du fleuve Guadalquivir et à proximité de la cathédrale. L'alcazar prend son nom du mot arabe القصر (alqasr, « palais »). La forteresse a été l'une des résidences principales des rois catholiques d'Espagne.

## Histoire
L'alcazar des rois chrétiens possède des caractéristiques islamiques, mais la quasi-totalité de la structure a été construite pendant l'époque chrétienne.
À l'origine, les Wisigoths avaient une forteresse sur le site. Après la conquête musulmane de la péninsule Ibérique, les Omeyyades de Damas reconstruisirent la structure : ce fut l'alcazar califal de Cordoue.
En 750, la dynastie des Omeyyades de Damas est renversée par les Abbassides. Le seul membre survivant de la dynastie omeyyade, Abd al-Rahman Ier, ayant une mère berbère, s'enfuit vers le Maghreb et, de là, passe en Espagne (al-Andalus) où il y avait encore des troupes fidèles à la dynastie omeyyade. Il y établit l'émirat de Cordoue et utilise l'alcazar comme palais. La ville prospère comme un important centre politique et culturel. Les Maures élargissent l'alcazar omeyyade avec des salles de bains, des jardins et la plus grande bibliothèque d'Occident. Des moulins à eau à proximité du Guadalquivir alimentent un système de levage pour irriguer les jardins. Ces mécanismes existent jusqu'à ce que la reine Isabelle se plaigne qu'ils fassent trop de bruit et la tiennent éveillée.
En 1236, les forces chrétiennes s'emparent de Cordoue pendant la Reconquista. En 1328, Alphonse XI de Castille commence à construire la structure actuelle en ne gardant qu'une partie des ruines de l'ancienne forteresse maure. D'autres parties de l'alcazar mauresque sont données comme butin à l'évêque, les nobles et l'ordre de Calatrava.
L'alcazar a été impliqué dans la guerre civile, où Henri IV de Castille fait face à une rébellion de son demi-frère Alphonse. Pendant la guerre, les défenses de l'alcazar sont améliorées pour faire face à l'avènement de la poudre à canon. Dans le même temps, la tour principale de l'alcazar, maintenant connue sous le nom de Tour de l'Inquisition est construite.
Les successeurs de Henri, Isabelle et son mari Ferdinand utilisent l'alcazar comme l'un des premiers tribunaux permanents de l'Inquisition espagnole et comme un siège pour leur campagne contre la dynastie des nasrides de Grenade, le dernier royaume maure de la péninsule Ibérique.
L'Inquisition utilise l'alcazar y compris les bains arabes comme un lieu de torture et de salles d'interrogatoire. L'Inquisition y a maintenu un tribunal pendant trois siècles. Boabdil y était prisonnier en 1483. Lorsqu’il a refusé de renoncer à son royaume en 1489, les chrétiens ont lancé une attaque réussie contre Grenade en 1492. La même année, les monarques rencontrent Christophe Colomb dans l'alcazar alors qu'il se préparait à prendre son premier voyage vers les Amériques.
L'alcazar sert de garnison pour les troupes de Napoléon Ier en 1810. En 1821, l'alcazar devient une prison.
Enfin, le gouvernement espagnol fait de l'alcazar une attraction touristique et un monument national dans les années 1950.

## Architecture

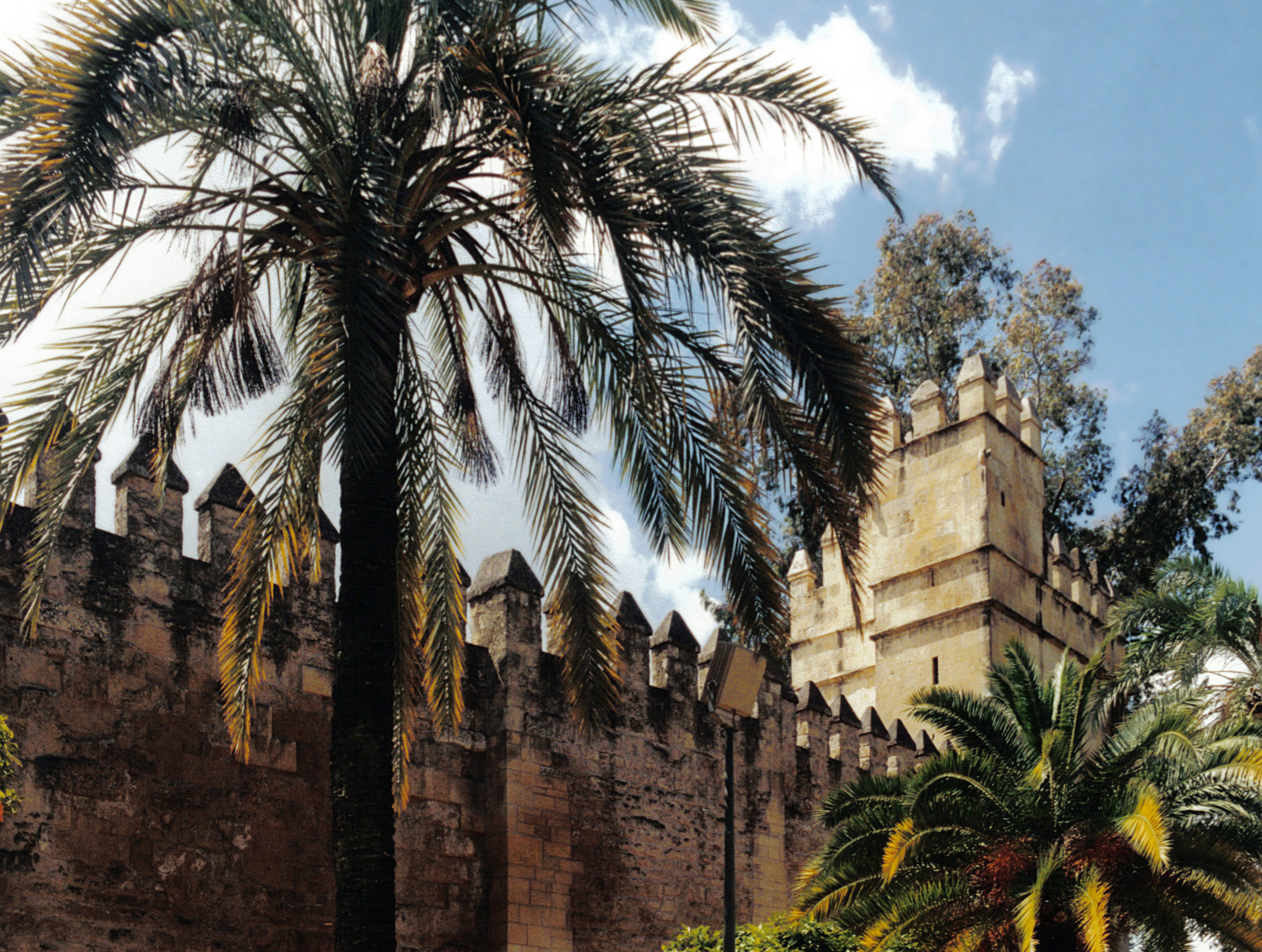
Alcazar mudéjar d'Alphonse XI à Cordoue.

L'alcazar de Cordoue que l'on peut voir actuellement, bien que de style mauresque en apparence, est un édifice bâti par les rois chrétiens (principalement Alphonse XI) : il s'agit, avec l'alcazar de Séville, d'un des principaux témoins de l'architecture mudéjare qui s'est développée dans la péninsule ibérique du XIIe siècle au XVIe siècle dans les régions reconquises par les royaumes chrétiens et qui résulte de l'application aux édifices chrétiens (ou juifs) d'influences, de techniques et de matériaux musulmans.
Les murailles et les tours sont clairement inspirées de l'architecture almohade, architecture sobre et austère, comportant d'imposantes murailles surmontées de merlons pointus de style typiquement almohade.
Les touristes peuvent visiter deux tours: la Torre de los Leones ("Tour des Lions") et la Torre del Homenaje ("Tour de l'Hommage", l'équivalent espagnol du donjon). Celle-ci a des caractéristiques gothiques, y compris un plafond ogival.
Les bains arabes ont été construits sous Alphonse XI.
Les jardins mauresques actuels sont des constructions des XVIIIe et XIXe siècles.
Une série de mosaïques romaines et un sarcophage romain sont exposés dans la Tour de l'Inquisition.